# Simon Frenz
Simon Frenz (* 11. Dezember 1970 in Kiel) ist ein deutscher Squashspieler.

## Karriere
Simon Frenz wuchs in seiner Geburtsstadt Kiel auf, wo er die Max-Planck-Schule besuchte und im Alter von 18 Jahren mit Fachabitur abschloss.
Er begann seine Profikarriere im Jahr 1989 und gewann mehrere Titel auf der PSA World Tour. Seine beste Platzierung in der Weltrangliste erreichte er mit Rang 28 im Januar 1990. Auf nationaler Ebene konnte Simon Frenz in den Jahren 1994, 1997 und 1999 insgesamt dreimal die deutsche Meisterschaft gewinnen. Bei der Weltmeisterschaft 1996 qualifizierte er sich zum ersten und einzigen Mal für das Hauptfeld des Turniers. Nach einem Auftaktsieg gegen Tony Hands schied er im Achtelfinale gegen Brett Martin aus. Mit der deutschen Nationalmannschaft wurde er 1990, 1993 und 1994 Vize-Europameister hinter England und nahm an den Weltmeisterschaften 1991, 1993, 1995, 1997, 1999, 2001 und 2003 teil. Im Jahr 1991 wurde er zudem Europapokalsieger mit den Boastars Kiel. In der 1. Bundesliga konnte er insgesamt sieben Mal die deutsche Meisterschaft gewinnen.
Seit dem Ende seiner Profikarriere ist Simon Frenz weiterhin in der Bundesliga aktiv. Er ist außerdem Geschäftsführer der Hanse Reprozentrum GmbH in Hamburg.

## Erfolge
- Vize-Europameister mit der Mannschaft: 1990, 1993, 1994
- Gewonnene PSA-Titel: 1
- Europapokalsieger: 1991
- Deutscher Einzelmeister: 3 Titel (1994, 1997, 1999)
- Deutscher Mannschaftsmeister: 7 Titel